# Взрыв на складе боеприпасов в Иганово
Взрыв на складе боеприпасов в Иганово — техногенная катастрофа, случившаяся 14 апреля 2015 года на складе предприятия ВМЗ "Сопот" на окраине села Иганово в Пловдивской области Болгарии.

## История
14 апреля 2015 года в 7 часов утра на площадке № 835 склада боеприпасов Вазовского машиностроительного завода "Сопот" произошёл взрыв, мощность которого составила около 1 тыс. тонн тротила. Погибших и пострадавших не имелось.
По тревоге на место происшествия прибыли пожарные, полиция и военные. Было выставлено оцепление и началось тушение пожара.
Работы по очистке местности от взрывоопасных предметов продолжались до конца апреля 2015 года. На территории склада работали военнослужащие инженерного полка, а проверку окружающей территории в радиусе 3 километров от разрушенного склада и контроль периметра осуществляли военнослужащие 61-й механизированной бригады.
Трудоёмкость работ составила 1989 человеко-дней, в них участвовали сначала 35, а затем 90 военнослужащих и 12 единиц техники вооруженных сил Болгарии. В результате, были проверены 100% территории в радиусе оцепления, найдены и обезврежены 28 323 шт. невзорвавшихся боеприпасов и их элементов, а также собрано и вывезено 1159 кг металлолома.